# Matthew David Morris
Matthew David Morris (MattyB, korábban MattyBRaps; Duluth, Georgia, 2003. január 6. –) amerikai gyermekrapper.
Legelső számát a YouTube videómegosztón egy klippel tette közzé 2010-ben, amely Justin Bieber Ennie-mennie c. számának átdolgozása volt. 2014 augusztusának elején csatornája elérte az 1 milliárd össznézettséget. 2015 júliusában 90 cover (átdolgozás) száma jelent meg, 20 saját szerzeménnyel a legnagyobb videómegosztón, majd ugyanez év augusztusában megjelent debütáló albuma Outside The Lines címmel. 2016 júliusában megjelent egy életrajzi könyve That's a Rap! címmel, melyet Trevis Thrasherrel közösen írtak.

## Élete és családja
Mattnek jelenlegi menedzsere az édesapja, Blake Morris, felesége Tawny Morris. Három fiútestvére (Blake, Joshua, John) és egy húga van (Sarah Grace).
Karrierje bátyja noszogatása miatt kezdődött 2009-ben. Zenei karrierjét unokatestvére, Marshall Manning (MarsRaps) vezette nagyon sokáig.

## Karrier
2012-ben több népszerű műsorba kapott meghívást milliós nézettségű dalai miatt, többek között a TODAY Show, The Wendy Williams Show, Dr. Phil Show színpadán lépett fel. Ezen kívül szerepelt már az atlantai versenypályán rendezett Nascar-eseményen, melyen 120 000-es közönség előtt lépett fel. Több nagy tévécsatorna arca (Nickelodeon, Cartoon Network), valamint a Disney Music állandó szakértője.